# شهرستان گریز هاربر (واشینگتن)
شهرستان گرایس هاربر، واشینگتن (به انگلیسی: Grays Harbor County, Washington) یک شهرستان در ایالات متحده آمریکا است که در ایالت واشینگتن واقع شده‌است.

## خصوصیات
شهرستان گرایس هاربر ۵٬۷۶۰٫۱۷ کیلومترمربع مساحت دارد.